# ШКАС
ШКАС (Шпитального — Комарицкого авиационный скорострельный, индекс ГАУ 56-П-426) — первый советский скорострельный синхронный авиационный пулемёт. Разработан в 1930 году, производился с 1932 по 1945 год, когда был прекращён выпуск авиационных пулемётов винтовочного калибра. Стал первым пулемётом, разработанным специально для авиации; для него также были разработаны специальные авиационные патроны повышенной надёжности с бронебойными и бронебойно-зажигательными пулями.
ШКАС устанавливался на всех советских самолётах, выпущенных с 1934 по 1941 год, и использовался во всех военных конфликтах этого периода с участием СССР, начиная с гражданской войны в Испании и заканчивая Великой Отечественной войной. Кроме того, имеются данные о применении самолётов И-16, оснащённых этими пулемётами, в корейской и китайской гражданских войнах. Причиной такой популярности стала высокая скорострельность, достигнутая использованием подающего барабана для извлечения патрона из ленты и газового поршня для приведения автоматики в действие.
Выпуск пулемёта был налажен в трёх вариантах, также выпускались спаренные установки, рассматривались возможности сухопутного и морского использования. В 1937 году была разработана модификация «УльтраШКАС» со скорострельностью, достигавшей 3000 выстрелов в минуту, но отличавшаяся низкой надёжностью. Параллельно конструктор С. В. Владимиров разрабатывал крупнокалиберный вариант пулемёта, получивший наименование ШВАК, а из него, в свою очередь, путём увеличения калибра была разработана одноимённая пушка.

## История создания

### Предыстория
В 1920 году, будучи работником Мытищинского вагоностроительного завода, Б. Г. Шпитальный заинтересовался устройством автоматического оружия. На волне этого интереса он задался целью изготовить пулемёт, по скорострельности превышающий существовавшие образцы (в первую очередь пулемёт «Максим»). На тот момент Шпитальный не обладал необходимыми для такого дела опытом и знаниями, но в 1926 году во время обучения в Московском механическом институте он вернулся к этому проекту. К 1928 году, работая в Научном автомоторном институте, он завершил проектирование пулемёта и отправил чертежи на рассмотрение комиссии Оружейно-пулемётного треста.
В то время в авиационной промышленности СССР остро стоял вопрос модернизации авиационного вооружения, поэтому проект был принят к рассмотрению. Комиссия отметила смелость подхода к проектированию некоторых элементов конструкции автоматического оружия и назначила Оружейно-пулемётному тресту прикомандировать к проекту опытного оружейного конструктора и производственника И. А. Комарицкого. В задачи ему ставилось оказание помощи в доработке проекта, находившегося на завершающей стадии подготовки, и приспособлении производства к выпуску принципиально нового оружия.

### Принятие на вооружение

Коллектив ПКБ стрелкового оружия — создатели пулемёта ШКАС. В заднем ряду второй слева — Ф. В. Токарев, третий слева — П. П. Третьяков

В 1930 году на Тульском оружейном заводе (ТОЗ) для проведения испытаний изготовлен первый образец скорострельного пулемёта под наименованием П-426 (индекс ГАУ 56-П-426). В начале 1932 года коллектив разработчиков завершил окончательную отладку конструкции, и 13 февраля артиллерийское управление заказало изготовить на Тульском заводе пробную партию из 7 пулемётов для дальнейших испытаний. В июне 1932 года пулемёт был предъявлен К. Е. Ворошилову. 14 июля пулемёт одобрен правительством, разработчики решили ускорить доводку образца и предъявить его государственной комиссии к осени того же года. 7 октября 1932 года Реввоенсовет одобрил результаты полигонных испытаний пулемёта и 11 октября постановил принять его на вооружение под наименованием «7,62-мм авиационный скорострельный пулемёт системы Шпитального — Комарицкого образца 1932 года» или ШКАС.
При наличии неоспоримых достоинств первые партии пулемётов новой системы имели ресурс около 1500—2000 выстрелов, что при таком темпе стрельбы сочли недостаточным. Поэтому в марте 1933 года при заказе первой крупной партии пулемётов конструкторам предложили повысить их живучесть, доведя её до 5000 выстрелов. В апреле Б. Г. Шпитальный и И. А. Комарицкий представили комиссии образец, отличавшийся от опытного варианта не только живучестью, но и некоторыми конструкционными изменениями. В новом варианте существенно изменена коробка, снижено количество отдельных деталей. Выпуск модернизированных пулемётов начат в июле того же года. К концу года ТОЗ перешёл от полукустарного к серийному выпуску пулемёта ШКАС.
Оставалась ещё одна проблема: возвратно-боевая пружина пулемёта выходила из строя после примерно 2500—2800 выстрелов. Попытки использовать различные сорта стали, смены диаметра пружин и толщины проволоки успеха не принесли, и после определённого количества выстрелов пружину всё равно приходилось менять. Решение нашёл Шпитальный: он предложил делать пружину витой из трёх жил. Испытания показали, что живучесть витой трёхжильной возвратно-боевой пружины достигает 14 000 выстрелов. 24 декабря 1934 года завершились испытания пулемёта ШКАС с новой пружиной.
В 1941 году проведены незначительные доработки конструкции пулемёта для упрощения и удешевления выпуска в условиях военного времени.

## Особенности конструкции

Схема автоматики пулемёта ШКАС. Справа вверху подробнее изображён принцип работы подающего барабана.

В системе применён сравнительно новый на тот момент принцип автоматики, основанный на отводе пороховых газов. Газы через отверстие в стволе попадают в камеру закрытого типа и действуют на газовый поршень, непосредственно связанный со штоком, приводящим в движение всю систему. Запирание канала ствола производится перекосом затвора вниз. Ударно-спусковой механизм действует от возвратно-боевой пружины и обеспечивает ведение непрерывного огня. Шептало запирается предохранителем флажкового типа. Предохранитель двухпозиционный, имеет положения «автоматический огонь» и «нет огня». Затвор и затворная рама снабжены пружинными буферами для смягчения ударов подвижных частей о шептало при посадке и после окончания очереди.
ШКАС обладает высоким темпом стрельбы благодаря короткому ходу подвижных частей и сокращению времени, занимаемого операциями по перезарядке, путём их совмещения. На неподвижном кожухе барабана расположен винтовой паз. Патрон зацепляется за него закраиной гильзы, извлекается из ленты и подаётся к патроннику. Стреляная гильза экстрагируется в два такта лапками затвора в подвижный отражатель, связанный со штоком затворной рамы.

### Принцип работы
Для зарядки необходимо вставить снаряжённую ленту в лентоприёмник, после чего поднимать и опускать ручку перезарядки до упора для прокрутки барабана. Движение ручки перемещает газовый поршень, а тот в свою очередь посредством штифта на поршне и паза на барабане поворачивает сам барабан. Патроны продвигаются внутри барабана, последние пол-оборота которого, происходящие при возвращении штока газового поршня в изначальное положение, выдвигают патрон для досылания в патронник. По окончании прокрутки барабана пулемёт заряжен.
При ведении огня движение газового поршня вращает барабан. Выстрел производится путём нажатия на спусковой крючок. Стрельба одиночными выстрелами невозможна. Когда затвор при нажатии спускового крючка возвращается в изначальное положение, он досылает патрон в патронник и запирается специальным выступом, а шток газового поршня, продолжая движение вперёд, продвигает плавающий боёк, и тот ударяет в капсюль заряженного патрона.
После выстрела, проходя мимо отверстия в стенке ствола, пуля открывает проход пороховым газам в газовую камеру, где они толкают газовый поршень. Первые полтора сантиметра движения поршня и штока затвор остаётся неподвижным, после затвор отпирается и движется назад. После того, как затвор отодвигается назад на расстояние, превышающее длину патрона, экстрактор подбрасывает патрон, который, ударяясь об отражатель, покидает ствольную коробку через специальное отверстие. В это время барабан выдвигает следующий патрон, который обратным ходом затвора досылается в патронник, и цикл автоматики продолжается.

### Электроспуск
Приказом НКОП № 00112 от 23 июля 1937 года Особому техническому бюро (ОТБ) поручено разработать систему автоматической перезарядки и электроспуска пулемета ШКАС на самолёте И-16. Для этого на заводе № 81 НКАП выделялись помещения для опытных и конструкторских работ. Результаты проведенных работ неизвестны.

## Боеприпасы

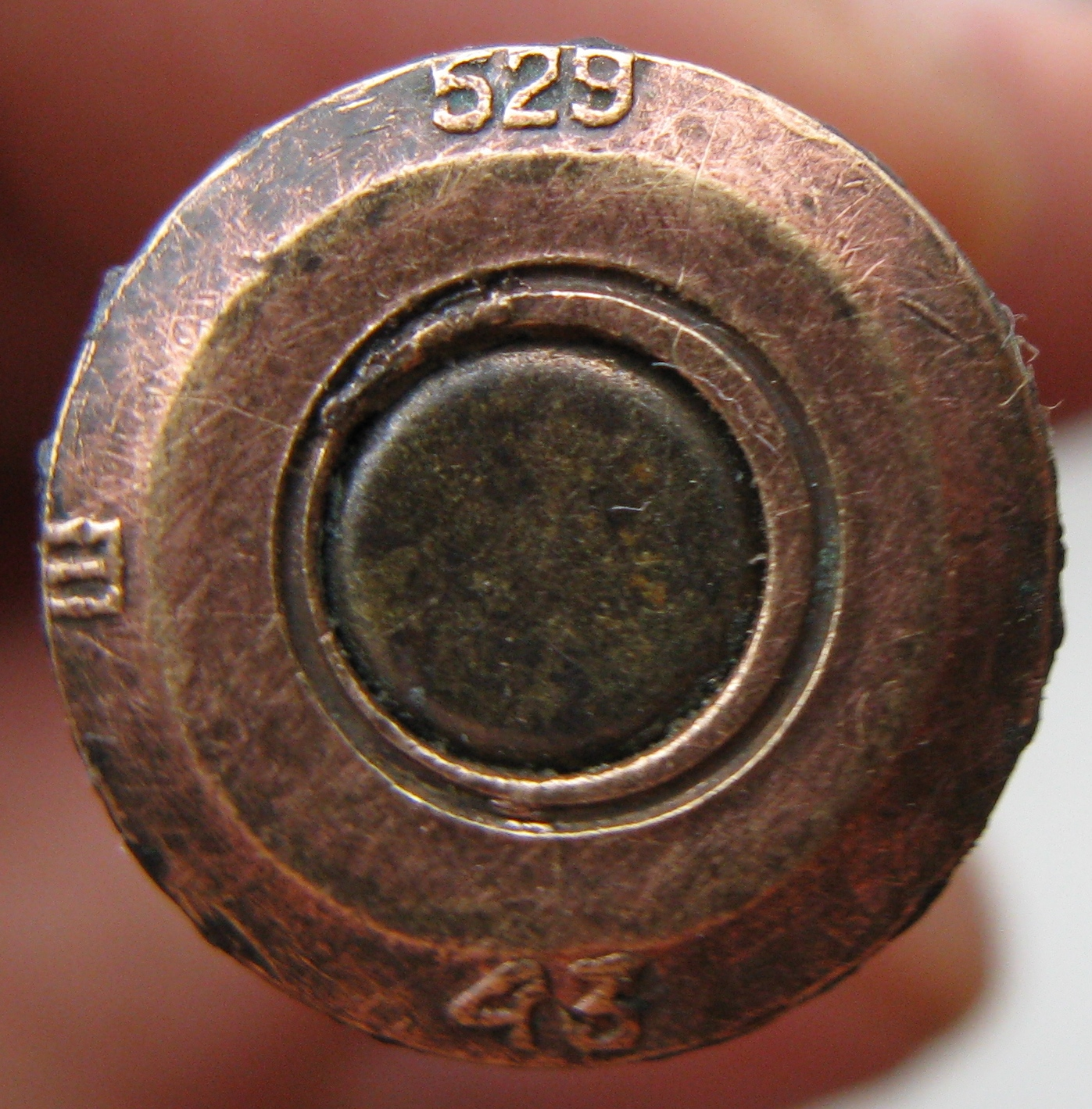
Клеймо «Ш» на патроне завода № 529 (Новая Ляля).

Боепитание производится из металлической разъёмно-звеньевой ленты через приёмник барабанного типа на десять гнёзд посредством движения затворной рамы, причём каждый патрон извлекается за десять циклов работы автоматики, что предотвращает демонтаж патрона при столь высоких скоростях стрельбы. Лента подаётся из короба на 250, в более поздних версиях — на 750 и 1000 патронов. К некоторым пулемётам устанавливались патронные коробы на 1500 патронов.
Для пулемёта ШКАС на базе штатного винтовочного патрона 7,62×54 мм R разработаны патроны калибра 7,62 мм с трассирующими (Т-30 и позже Т-46), зажигательными (Аз, ЗП и ПЗ), бронебойными (Б-30) и комбинированного действия бронебойно-зажигательными (Б-32), бронебойно-зажигательно-трассирующими (БЗТ) пулями, способные воспламенять бронированные бензобаки. В патронах ШКАС для предотвращения распатронирования (демонтажа) патрона при огромном темпе стрельбы от 30 до 50 выстрелов в секунду утолщены стенки гильзы, усилено крепление капсюля в гнезде, увеличено усилие извлечения пули. Для патронов с обыкновенными пулями Л и Д введён двойной кольцевой обжим пули в дульце гильзы, сама пуля посажена в гильзу глубже. На донце гильзы патронов, предназначенных для пулемётов ШКАС, помимо стандартных обозначений, в конце 30-х годов ставилась буква «Ш». Капсюль таких патронов окрашивался в красный цвет. В остальном окраска была стандартной для соответствующих типов пуль. Боеприпасы, предназначенные для пехотного оружия, в пулемётах ШКАС применяться не могли из-за недостаточной надёжности. Боеприпасы к пулемёту ШКАС стали первым в мире случаем разработки и производства патронов специально для авиации.
На ящиках и «цинках», куда упаковывались патроны для пулемёта ШКАС, наносились надпись «ШКАС» и условное обозначение в виде изображения пропеллера красного или чёрного цвета. Красный пропеллер означал, что патроны разрешены для использования в синхронизированных пулемётах ШКАС (ведущих огонь через вращающийся винт самолёта). Чтобы аттестовать патроны для синхронизированной стрельбы, проводились проверки на время воспламенения капсюля (что оказывает главное влияние на время, в течение которого пуля покинет ствол), герметичность патронов, строже допуски на баллистические характеристики. Патроны, не прошедшие испытания, не допускались для стрельбы из ШКАСа через винт самолёта, поэтому на упаковках рисовался чёрный пропеллер, означающий допуск только для стрельбы из несинхронизированных пулемётов ПВ-1.

### Необычные осечки
В начале 1940-х неожиданно в процессе эксплуатации пулемёта стали происходить систематические осечки. Для выяснения причин по поручению Народного комиссара обороны С. К. Тимошенко создана специальная комиссия под управлением Н. Н. Воронова. Комиссия организовала опытные стрельбы. Они показали, что патроны, дающие осечки в ШКАС, нормально работают в винтовках и пулемётах сухопутных войск. Маршал Воронов обратил внимание комиссии на то, что «рабочие» и «нерабочие» патроны различаются цветом лака в месте крепления капсюля: патроны с использованием чёрного отечественного лака дают осечки, а те, где фольга на соединении покрыта красным импортным — нет. В результате расследования выяснилось, что причина осечки — недоработка советских химиков, чей лак взаимодействовал с фольгой капсюля, чем выводил последний из строя.

## Варианты установки

### Турельный и крыльевой варианты

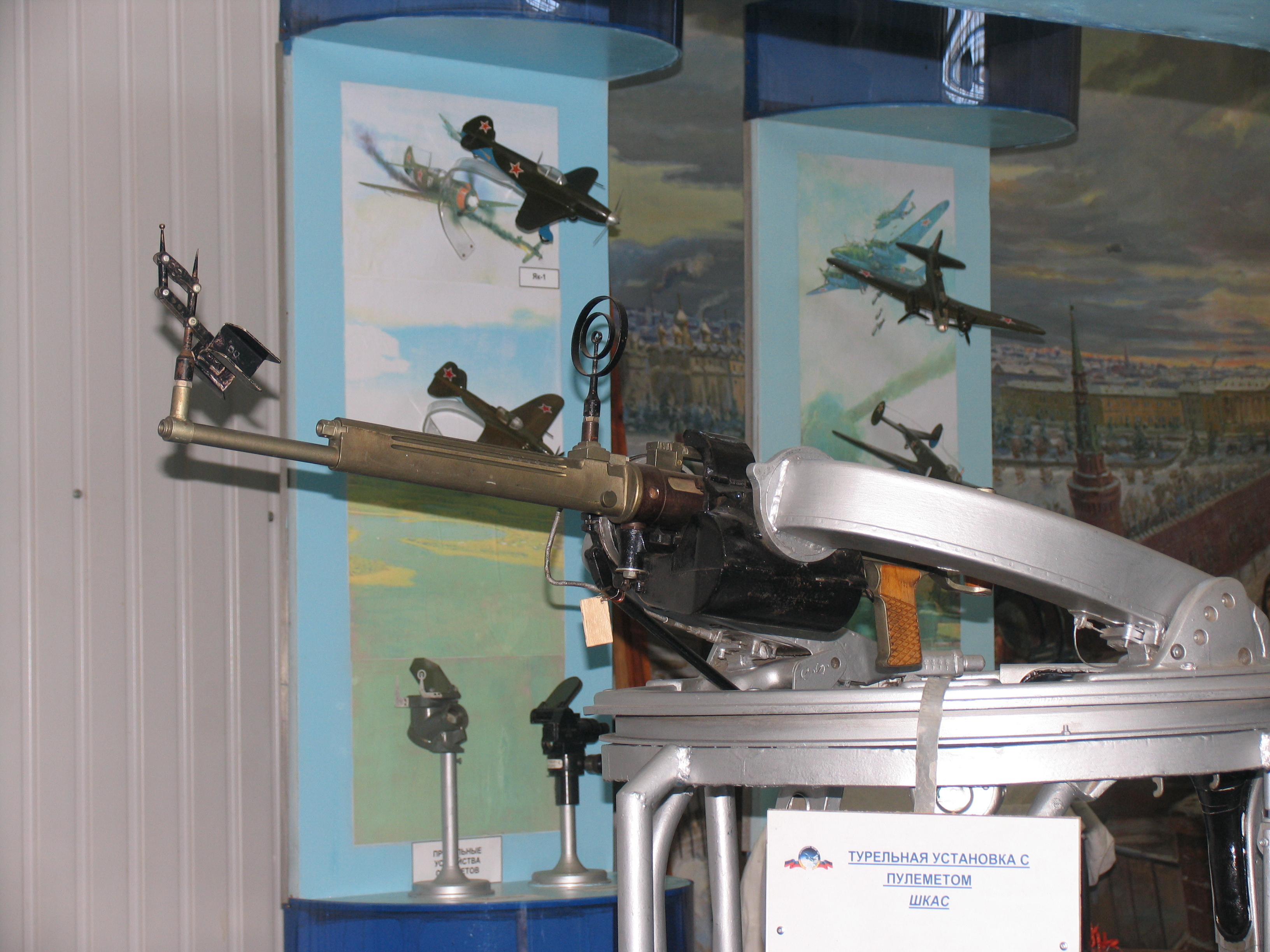
Турельный вариант пулемёта ШКАС в экспозиции Музея ВВС.

В начале 1934 года созданы турельный и крыльевой варианты. Установку для турельного пулемёта разработки Н. Ф. Токарева приняли на вооружение в марте 1934 года. Вес пулемёта в турельном варианте составлял 10,5 кг. Ранее предлагалось устанавливать пулемёты ШКАС на турелях, предназначенных для значительно менее мощных авиационных пулемётов Дегтярёва, но успехом эти попытки не увенчались: непрочность крепления вызывала сильное рассеивание при стрельбе. Специально для турельной версии пулемёта разработали выдвижную люковую установку МВ-2 с питанием через гибкий рукав.
Крыльевой пулемёт ШКАС взаимозаменяем с турельным за небольшими отличиями, обусловленными дистанционным управлением огнём подвешенного на крыле пулемёта из кабины пилота: ручку перезаряжания заменили тросовым механизмом, а ручку управления — механизмом подавателя. Крыльевой вариант легче турельного — его масса составляла 9,8 кг.

### Синхронный вариант
В 1936 году конструкторы К. Н. Руднев, В. Н. Салищев и В. П. Котов доработали пулемёт для синхронизированной с двигателем стрельбы через пропеллер самолёта. Для этого снижен темп стрельбы до 1650 выстр./мин., что в свою очередь вкупе с удлинением ствола привело к увеличению начальной скорости пули до 850 м/с. Конструкция синхронного пулемёта ШКАС отличается от оригинала перенесением всех основных деталей, за исключением рычага взвода и бойка, с затворного блока на ствольную коробку. Изменения отразились на массе пулемёта, выросшей до 11,1 кг.

### Сухопутные варианты

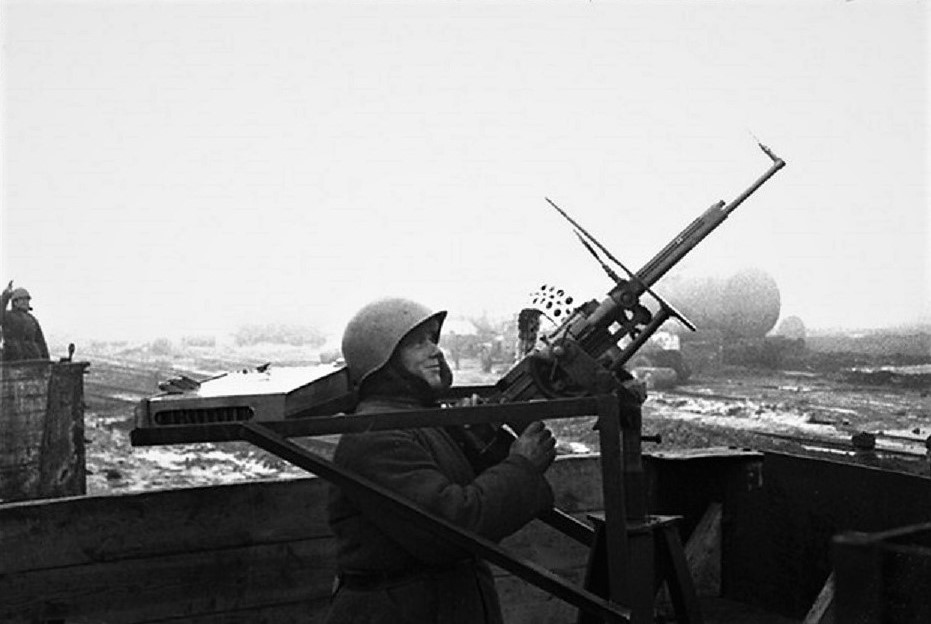
Зенитный вариант ШКАС. Зенитный поезд «За Сталина». Юго-Западный фронт. 1942. Фото М. Бернштейна

В 1930-х годах рассматривалась возможность использования пулемёта ШКАС в сухопутных войсках. Изготовленные автомобильная и мотоциклетная установки для пулемётов так и остались опытными экземплярами. В 1935—1936 годах велись изыскания по созданию зенитной установки для оснащения наземной техники от бронеавтомобилей до бронепоездов, а в стандартную цилиндрическую танковую башню предлагалось устанавливать помимо 45-мм пушки спаренный с ней ШКАС. Звучали и предложения по замене шаровой установки под ДТ на аналогичную под пулемёт Шпитального на танках Т-28 и Т-35. В 1936—1937 годах в СССР разрабатывался плавающий бронеавтомобиль ПБ-7 с установленным на нём пулемётом ШКАС. Эти испытания свёрнуты в 1937 году в связи с недостатком средств и более в прежнем объёме не возобновлялись.
Определённого успеха достигли конструкторы в установке ШКАСа на плавающий танк Т-37А — создан опытный образец. Для этого в самом пулемёте сделаны незначительные изменения, позволившие использовать для боепитания матерчатые ленты. Такое требование обусловлено тем, что звенья разборной ленты могли попадать в движущиеся части танка и заклинивать их; вдобавок такую ленту сложнее снаряжать в полевых условиях. Боекомплект к пулемёту составлял 2750 патронов в лентах по 250 патронов: 750 хранились в коробе, непосредственно питающем пулемёт, а остальные — в коробках, размещённых в специальном держателе. Подача патронов из короба осуществлялась через гибкий металлический рукав, аналогичный использовавшемуся в авиации. На башне присутствовал специальный стопор на 39 положений, позволявший закреплять угол поворота во время стрельбы. Шаровая установка позволяла наводить пулемёт без поворота башни влево на 10°30', вправо на 18°, вниз на 4°, вверх на 22°.
Фото с испытаний из архива РККА

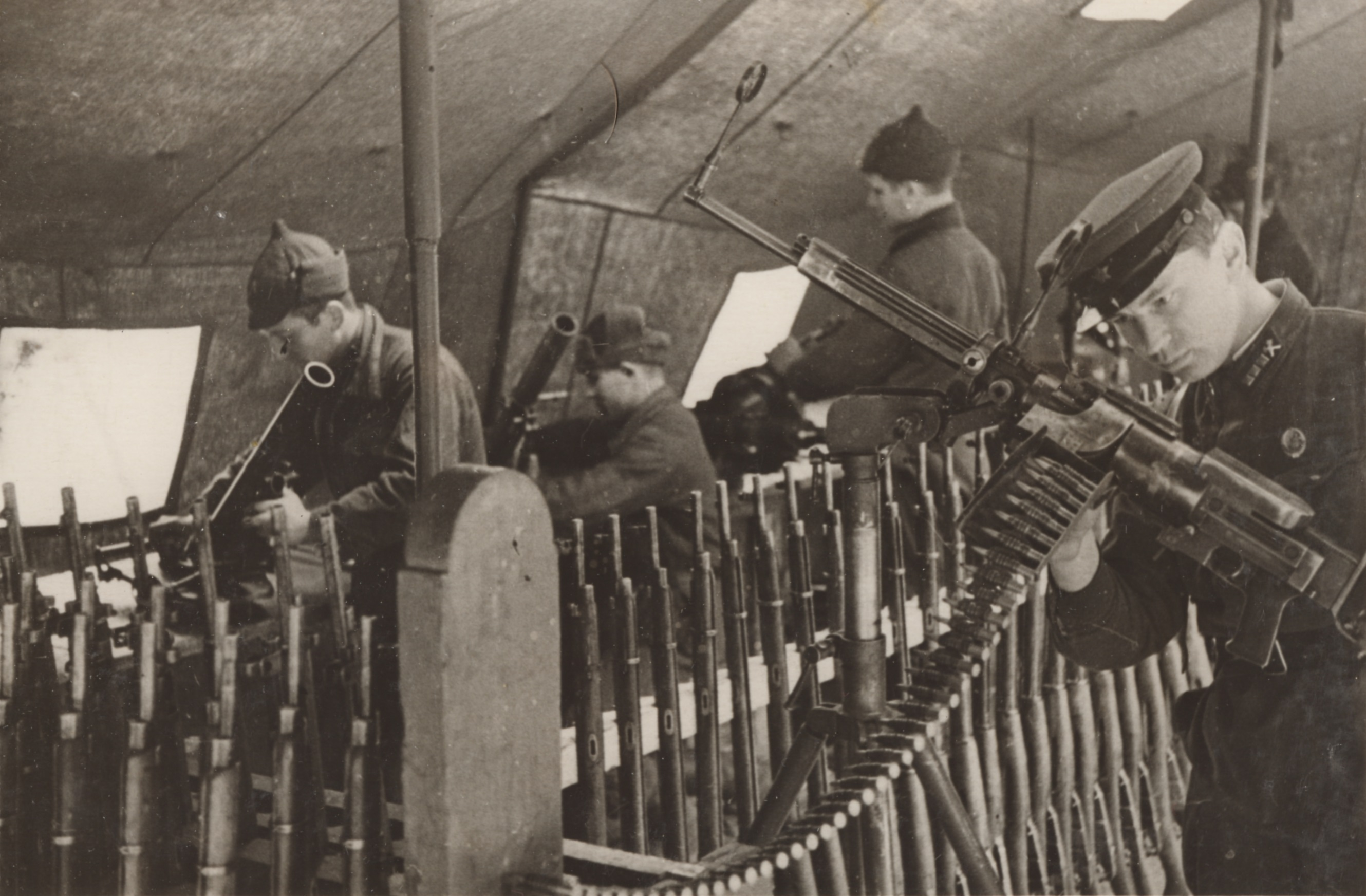
ШКАС на треноге, оружейная мастерская, 1941 год, Карельский фронт.

Согласно заключению комиссии, составленному после испытаний, разработка признана неудачной: матерчатая лента при высокой скорострельности показала низкую надёжность, так как от влажности разбухала и рвалась при стрельбе, вызывала перекосы патрона и даже их демонтаж. Высокая скорострельность приводила к тому, что даже с учётом времени на замену лент боезапас мог быть истрачен за 3-5 минут боя. Также нарекания вызвала и шаровая установка: отмечалось неудобство её использования в тесной башне танка, а также малый угол вертикальной наводки, создававший слепую зону вблизи танка. Вдобавок ко всему, промышленность была не способна обеспечить специальными патронами, необходимыми пулемёту, сверх авиации ещё и бронетанковые войска.
В 1940 году на волне замены малокалиберных ШКАСов в авиации на более мощные, но такие же скорострельные ШВАКи на заводе № 66 заказана опытная партия станков Соколова для использования с пулемётами ШКАС в пехотных частях. Однако широкого распространения они не получили.

### Вариант для ВМФ
Имеются данные об установке пулемётов ШКАС на торпедные катера. Катера Г-5 сначала выпускались с двумя установленными пулемётами ДА, после на них стали устанавливать ШКАСы, а в 1941 году их заменили на ДШК. В блокадном Ленинграде на недостроенные торпедные катера Д-3 за неимением необходимого количества ДШК на 10 катеров установили пулемёты ШКАС и ДТ.

## Модификации

### ШВАК
Ещё до принятия пулемёта ШКАС на вооружение, в 1931 году С. В. Владимиров начал разработку на его основе пулемёта под специальный фланцевый патрон 12,7 × 108 мм R, созданный для этого пулемёта. От гильзы штатного патрона 12,7 × 108 мм гильза патрона ШВАК отличалась не только наличием закраины (фланца), но и более выраженной конусностью, пули использовались идентичные. В процессе разработки Владимиров перенёс газовую камеру под ствол, усовершенствовал зубчатый барабан и затвор. Новый пулемёт был принят на вооружение в турельном, крыльевом, синхронном и моторном вариантах.
Полигонные испытания, проведённые в 1932 году, показали, что калибр нового пулемёта, получившего наименование ШВАК, может быть увеличен заменой ствола до 20 мм. При этом не было необходимости менять габариты других подвижных частей оружия, потому как диаметр фланца гильзы и её длина не менялись. Так в 1934 году появилась одноимённая авиационная автоматическая пушка, выпускавшаяся в крыльевом, турельном и моторном вариантах. Последний в 1941—1942 годах ограниченно устанавливали на танки Т-60 и Т-38.
ШВАК стал первой в мире унифицированной бикалиберной системой. В конце Великой Отечественной войны создавались также опытные образцы под снаряд калибра 37 мм, которые так и не получили широкого распространения.

### Спаренный пулемёт МСШ

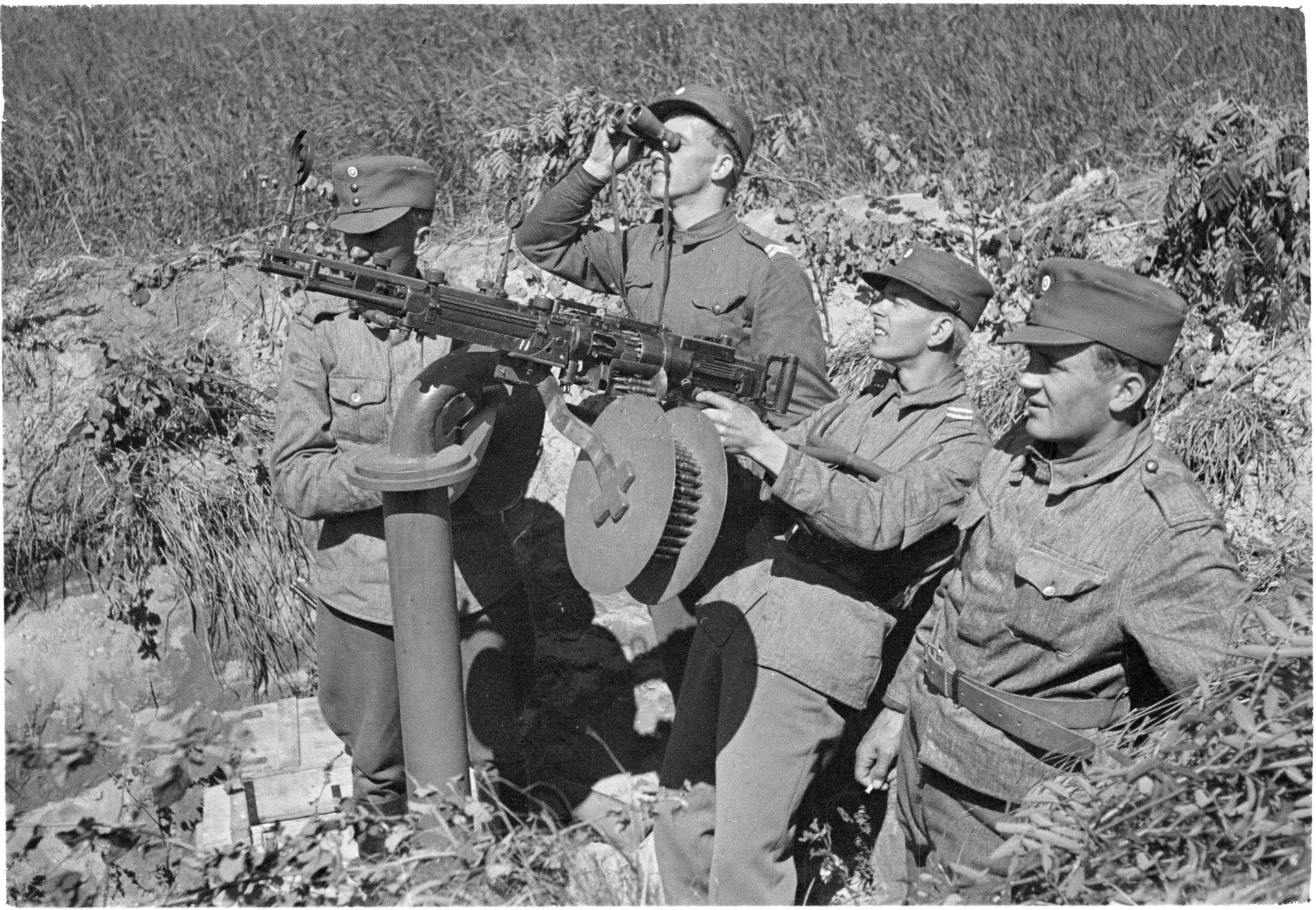
Трофейный спаренный пулемёт МСШ в ПВО Финляндии. Лаппеэнранта, июнь 1941 года.

В 1935—1937 годах группой конструкторов во главе с К. Н. Рудневым разрабатывалась спарка пулемётов ШКАС, получившая индекс МСШ. Для обеспечения синхронной работы штоки двух пулемётов снабжались зубчатыми рейками и соединялись шестернёй так, что цикл автоматики включал в себя два выстрела. Это позволило получить скорострельность до 6000 выстр./мин. при незначительном увеличении отдачи. Дальнейшие разработки спаренных установок на основе ШКАСа были свёрнуты в связи с планировавшимся переходом ВВС на более крупный калибр.

### УльтраШКАС
Модификация представлена 15 мая 1937 года Шпитальным и Комарицким в рамках конкурса. Применение принципа подвижного ствола при отпирании по примеру пулемёта Савина — Норова, разработанного в 1936 году в турельном, синхронном и крыльевом вариантах, позволило достичь скорострельности 2800—3000 выстрелов в минуту. 13 мая 1939 года по итогам испытаний ГКО рекомендовал к принятию на вооружение модифицированный пулемёт в турельном варианте. УльтраШКАС, как и СН, производился малыми партиями, массовое производство было признано нецелесообразным из-за низкой надёжности столь скорострельного оружия. По этой же причине после Зимней войны их выпуск прекращён.

## Применение и оценки

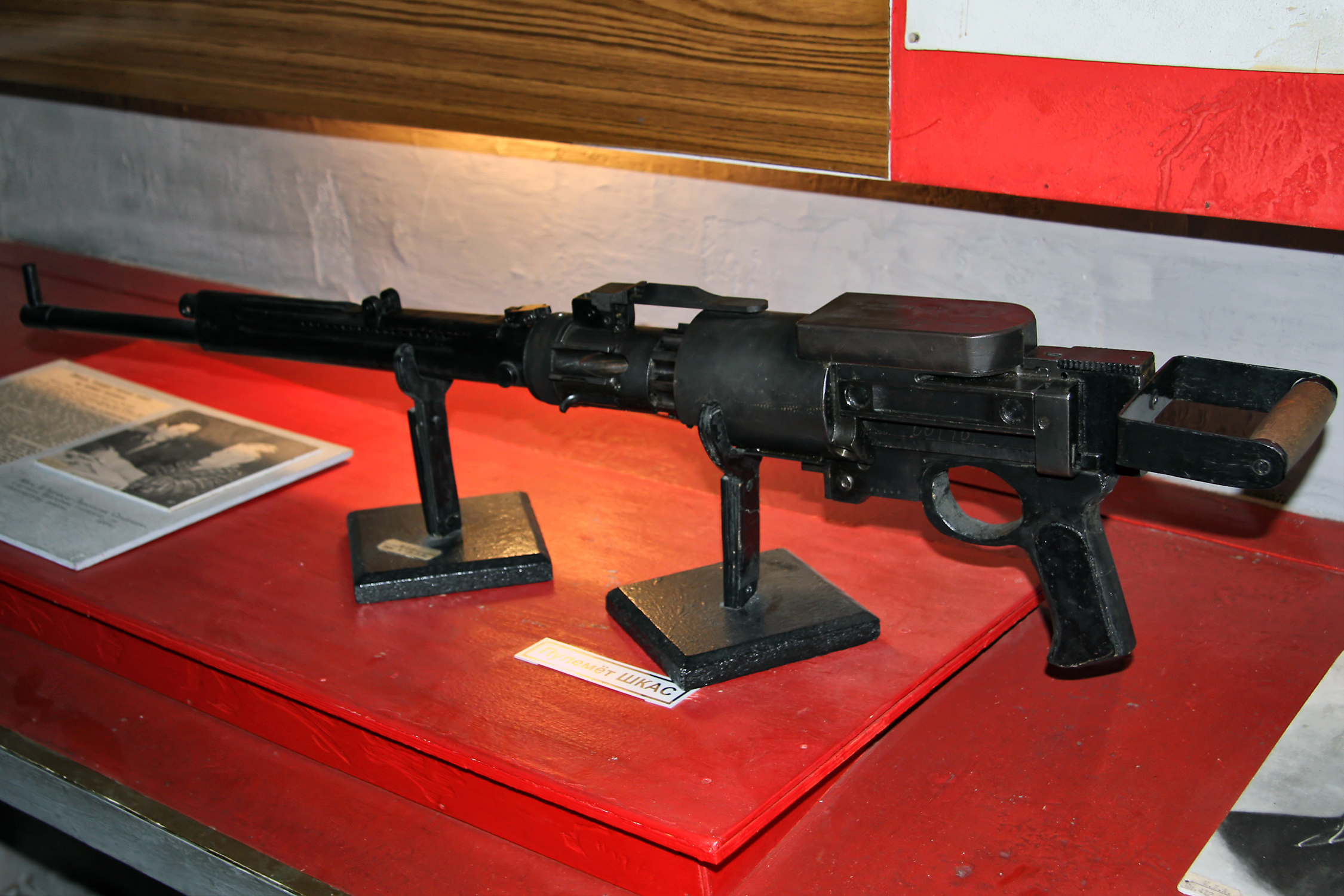
Пулемёт ШКАС в Рязанском музее Дальней авиации

К 1936 году пулемётами системы Шпитального — Комарицкого вооружались практически все боевые самолёты советской авиации, в основном благодаря непревзойдённой на тот момент скорострельности в 1800 выстр./мин, тогда как лучшие зарубежные образцы не превышали порога в 1200 выстр./мин. В 1938 году на значках выпускников военной школы лётчиков и лётных наблюдателей вместо пулемёта ДА стали изображать ШКАС.
Эксперт Военно-морского министерства США подполковник Чинн в докладе отмечал, что все конструктивные решения ШКАСа ранее использовались в других пулемётах: экстракция с буфером в пулемёте Максима, подающий барабан в пушках Szakats, газовый поршень и запирание в Vickers-Berthier — но Шпитальный первым из конструкторов-оружейников смог объединить их воедино в столь скорострельной модели.
Первое боевое применение пулемётов ШКАС произошло в период Гражданской войны в Испании. Отмечалось, что пулемёты обладают низкой эффективностью стрельбы при использовании патронов с обычными пулями, но использование специальных (бронебойных, разрывных, зажигательных) боеприпасов позволяло при высокой плотности огня — до 5 пуль на квадратный метр — достигать неплохих показателей. В начальный период боёв за Мадрид И-16, вооружённые пулемётами ШКАС и пушками ШВАК, сбили около 350 самолётов противника при минимальных потерях.
Пулемёты также использовались в конфликтах у озера Хасан и на Халхин-Голе. По итогам применения пулемёт получил преимущественно положительные отзывы от лётчиков.
Однако к началу 40-х годов повышение пассивной защиты самолётов (бронирование рабочих мест экипажа, протектирование бензобаков) привело к тому, что эффективность пулемётов винтовочного калибра, в том числе и ШКАС, резко снизилась, они могли разрушить самолёт противника только при очень большом числе попаданий. Применение пулемёта во время Зимней и Великой Отечественной войн выявило недостаточную мощность пулемёта ШКАС в воздушных боях. Не спасло ситуацию даже повышение скорострельности в модификации УльтраШКАС. Всё это привело к необходимости создания крупнокалиберного авиационного пулемёта. Эту нишу занял ШВАК, а ШКАС постепенно снят с вооружения и к концу Великой Отечественной войны на новые самолёты практически не устанавливался. В воспоминаниях некоторых участников Великой Отечественной войны отмечалась чувствительность ШКАСа к загрязнениям и его частые отказы (о чём, например, упоминал в своих мемуарах А. И. Покрышкин).
После окончания Второй Мировой войны ШКАС вместе с самолётами поставлялся социалистическим государствам и движениям. В этот период его использовала НОАК в Китайской и Корейской войнах. Известно, что И-16 с установленными на них пулемётами ШКАС использовались в ВВС Испании до 1952 года.

### Объёмы производства
| Год           | 1933 | 1934 | 1935 | 1936 | 1937  | 1938  | 1939 | 1940  | 1941 | 1942 | 1943  | 1944  | 1945  |
| ------------- | ---- | ---- | ---- | ---- | ----- | ----- | ---- | ----- | ---- | ---- | ----- | ----- | ----- |
| Выпущено штук | 365  | 2476 | 3566 | н/д  | 13005 | 19687 | н/д  | 34233 | 3500 | н/д  | 29450 | 36255 | 12455 |

### Сравнение
| Пулемёт                        | Виккерс-F      | Дарн            | Браунинг M1919 | ШКАС         | ШВАК            | БраунингAN/M2   | MG-17               | MAC 1934                           |
| ------------------------------ | -------------- | --------------- | -------------- | ------------ | --------------- | --------------- | ------------------- | ---------------------------------- |
| Страна выпуска                 | Великобритания | Франция         | США            | СССР         | СССР            | США             | Нацистская Германия | Франция                            |
| Год создания                   | 1912           | 1916            | 1919           | 1930         | 1932            | 1932            | 1934                | 1934                               |
| Скорострельность (выстр./мин.) | 1000           | 1100            | 600            | 1800         | 800             | 900             | 1100 — 1200         | 1450                               |
| Боеприпас                      | .303 British   | 7,5 × 54 мм MAS | 7,62 × 63 мм   | 7,62×54 мм R | 12,7 × 108 мм R | 12,7×99 мм НАТО | 7,92 × 57 мм        | 7,5×54 мм MAS                      |
| Питание                        | Магазинное     | Ленточное       | Ленточное      | Ленточное    | Ленточное       | Ленточное       | Ленточное           | Магазинное Ленточное (с 1939 года) |

Таким образом, ШКАС превосходил пулемётные системы своего времени в скорострельности. Слабым местом оружия стал его сравнительно малый калибр, что с увеличением бронирования самолётов к 1940 году сделало его малоэффективным и заставило ВВС СССР постепенно отказаться от него в пользу более крупнокалиберных вариантов (ШВАК, УБ) везде, где возможно.
В 1939 году для люфтваффе создали пулемёт MG-81. Он не уступал ШКАСу по скорострельности (1700-1800 выстр./мин.), но к моменту начала производства (1940 год) морально устарел по тем же причинам, что и ШКАС.

### Легенда
Из статьи Б. Г. Шпитального, опубликованной 10 мая 1965 года в тульской газете «Коммунар», получило распространение утверждение о том, что экземпляр ШКАСа хранился в Рейхсканцелярии. По словам конструктора, среди захваченных там трофеев советские солдаты обнаружили незнакомый им образец стрелкового оружия под стеклянным колпаком, на поверку оказавшийся пулемётом ШКАС. К нему прилагались документы, гласившие, что этот пулемёт должен находиться в Рейхсканцелярии до того момента, как немецкие конструкторы смогут создать подобный или превосходящий ШКАС образец оружия. Попытки эти продолжались до самого конца войны и успехом, по словам Шпитального, не увенчались.
Каких-либо подтверждений слов Шпитального нет. Напротив, многие оружейные историки, такие как Широкорад, Новиков и Федосеев, сходятся во мнении, что легенда выдумана самим конструктором. Фактически, у вермахта не было возможности скопировать схему Шпитального, так как у советского патрона 7,62×54 мм R донце снабжено выступающей закраиной-бортиком, а немецкого 7,92 × 57 мм — выточкой-канавкой, и за неё не успевал зацепиться спиральный экстрактор при извлечении патрона из ленты. Это резко снижало скорострельность, поэтому, по мнению Федосеева, даже копирование немцами конструкции ШКАС один к одному с доработкой под собственный патрон не принесло бы результата.

### Комментарии
1. ↑  1800 выстрелов в минуту, то есть ресурс оружия вырабатывался примерно за минуту.
2. 1 2  Демонтаж или распатронирование — нарушение целостности боеприпаса до выстрела.
3. ↑  «Цинк» — цинковая герметичная коробка для упаковки боеприпасов.
4. ↑  Выпуски с первого, имевшего №7, по №9.